# Frederick Russell Burnham
Frederick Russell Burnham (DSO) (Tivoli, bij Mankato, 11 mei 1861 – Santa Barbara, 1 september 1947) was een Amerikaans verkenner en avonturier die de wereld rond reisde. Hij is het meest bekend door de diensten die hij leverde aan het Britse leger in koloniaal Afrika en van zijn vriendschap met Robert Baden-Powell. Hij leerde hem vaardigheden als "bushcraft" aan en werd daarmee een van Baden-Powells inspiratiebronnen voor het oprichten van de Internationale Scoutingbeweging.

## Levensloop
Burnham was de broer van Mather Howard Burnham, een mijningenieur en spion en achterneef van luitenant Howard Mather Burnham, die gedood werd tijdens de Amerikaanse Burgeroorlog.
Burnham had maar weinig traditionele scholing. Hij volgde hoger onderwijs, maar behaalde geen diploma. Op zijn 14 jaar begon hij zijn loopbaan als verkenner voor het Amerikaanse leger in het Amerikaanse Zuidwesten, tijdens de oorlogen met de Apaches en de Cheyenne. Toen het Wilde Westen naar zijn gevoel te mak werd trok hij naar Afrika, waar zijn achtergrond hem goed te pas kwam. Hij klom al snel op tot officier in het Britse leger en nam deel aan verschillende veldslagen. Tijdens deze periode raakte hij bevriend met Baden-Powell, met wie hij zijn vaardigheden en zijn geestesgesteldheid deelde.

## Jonge jaren

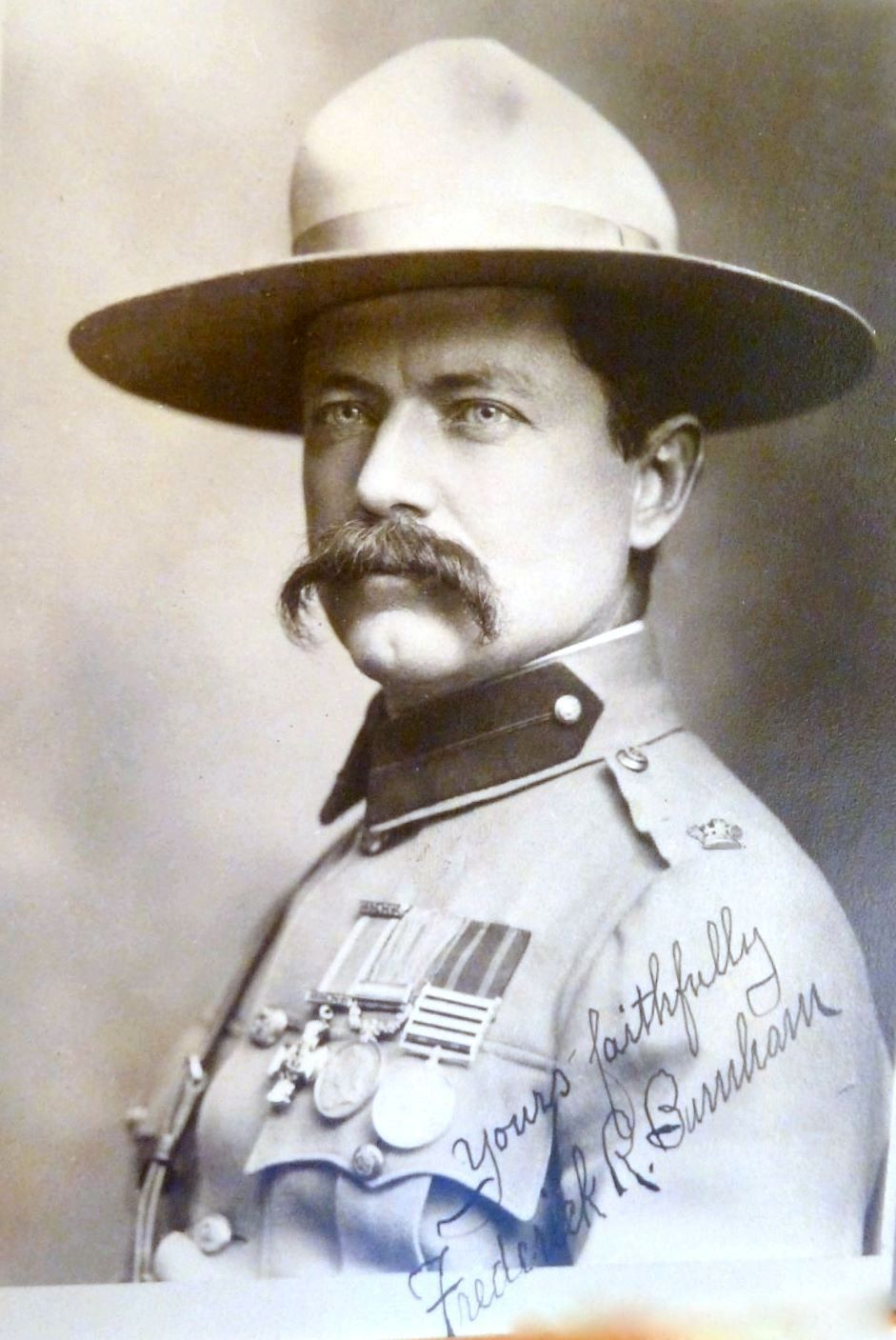
Frederick Russell Burnham, 1900.

Burnham werd geboren in een missionarisfamilie in een Indiaans reservaat in Tivoli, Minnesota. Als peuter was hij getuige van het platbranden van New Ulm in Minnesota door Taoyateduta (Little Crow) en zijn Sioux-krijgers, tijdens de Dakota-oorlog van
1862. Toen de opstand begon verborg zijn moeder, Rebecca (Elisabeth) Russell Burnham, haar twee jaar oude zoon in een mand met groene maiskroppen, waarna ze vluchtte voor haar leven. Toen de Sioux-krijgers eenmaal waren verdreven keerde ze terug en trof het huis platgebrand aan. Haar jonge zoon was echter ongedeerd en sliep in de mand waarin ze hem had achtergelaten, beschermd door de groene maiskroppen.
Burnham bezocht de school in Iowa en ontmoette er Blanche Blick, die later zijn vrouw zou worden. In 1870 verhuisde zijn familie naar Los Angeles, Californië. Zijn vader, Eerwaarde Edwin Otway Burnham van Kentucky, pionier en missionaris in het grensgebied met het Indiaans reservaat Ho Chunk (Winnebago) in Minnesota, stierf twee jaar later toen Burnham amper 12 jaar oud was. Zijn moeder en zijn jongere broer die toen drie jaar oud was, Howard Burnham, keerden terug naar Iowa. Burnham bleef echter in Californië achter om zijn eigen leven te leiden.
Gedurende de drie daarop volgende jaren werkte hij als bereden koerier voor de Western Union Telegraph Company in Californië en Arizona. Op een gegeven moment werd zijn paard gestolen door Tiburcio Vasquez, een beruchte Californische bandiet. Toen hij veertien jaar was begon hij zijn leven als verkenner en spoorzoeker in de oorlog met de Apaches. Hij reisde door Noord-Mexico en het Amerikaanse Zuidwesten en overleefde door te werken als bizonjager, cowboy, prospector, verkenner en sporenzoeker tijdens de oorlog met de Cheyenne. Na deze periode volgde Burnham hoger onderwijs in Californië, maar maakte zijn opleiding nooit af.
In 1882 keerde hij terug naar Arizona en werd er aangesteld als Deputy Sheriff van Pinal County. Hij ging zich al snel bezighouden met veeteelt en mijnbouw. Hij keerde terug naar Prescott, Iowa, om er zijn jeugdliefde Blanche opnieuw te ontmoeten en de twee trouwden op 6 februari 1884. Datzelfde jaar vestigde het koppel zich op een sinaasappelplantage in Pasadena, Californië, maar binnen het jaar keerde Burnham terug naar zijn verkennerswerk en prospectie.
In de jaren 1880 verklaarde de Amerikaanse pers dat het Westen overwonnen was en dat er niets meer overbleef om te veroveren in de Verenigde Staten. Dit idee gooide Burnhams leven volledig overhoop. De avonturier in hem ging op zoek naar nieuwe, ongerepte gebieden. Hij vernam geruchten over Cecil Rhodes en zijn mannen die een spoorweg aanlegden door het Afrikaanse continent, van Kaapstad tot Caïro. Hij verkocht al zijn bezittingen en reisde in 1893 naar Kaapstad, Zuid-Afrika, samen met zijn vrouw en jonge zoon. Hij sloot zich aan bij de British South Africa Company en reisde naar het noorden. Burnham werd al gauw bekend in Afrika door zijn talent als spoorzoeker, ook bij nacht, en lokale bewoners gaven hem de bijnaam Hij-Die-Kan-Zien-In-Het-Donker.

## Militaire loopbaan

### Eerste Matabele Oorlog

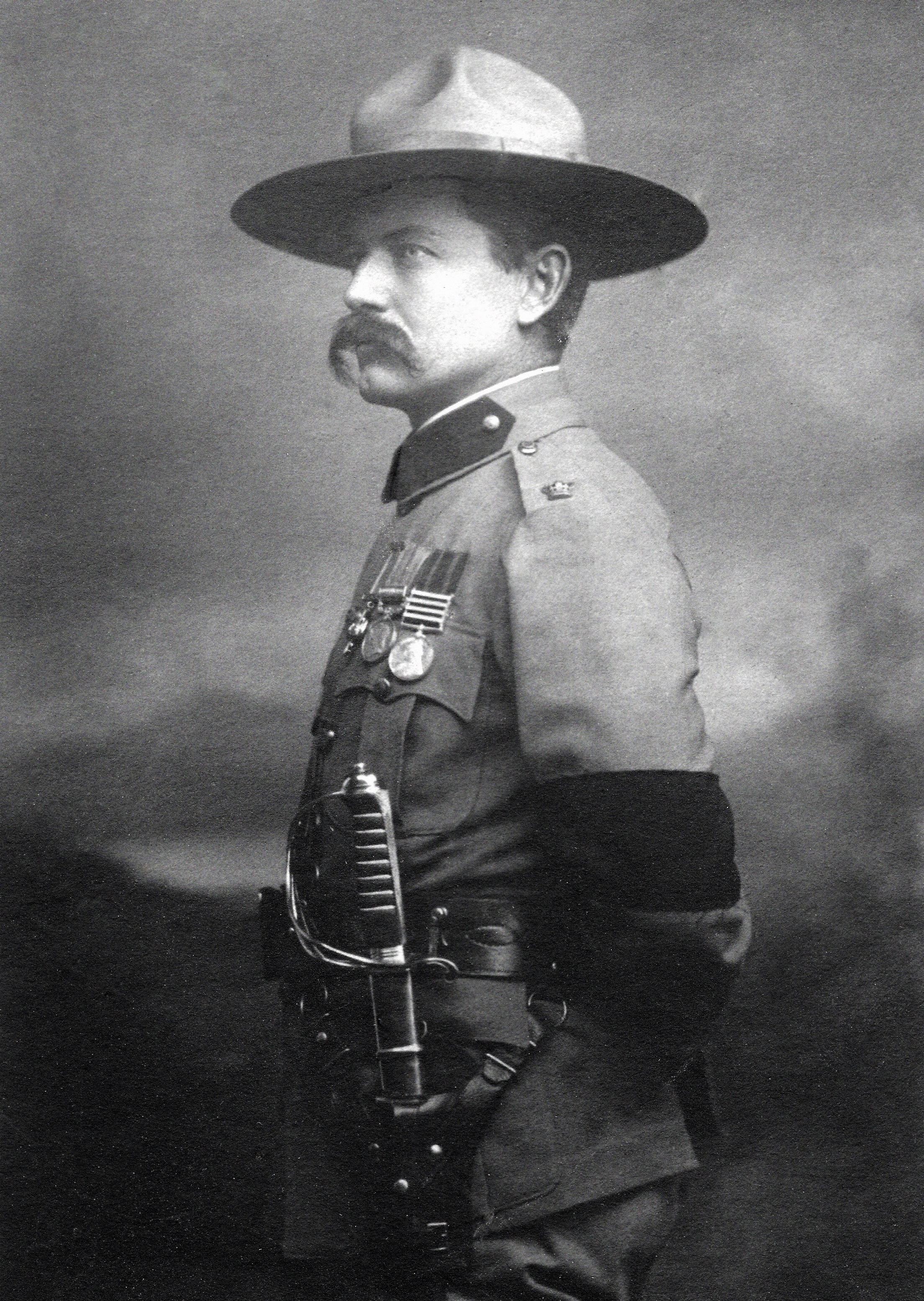
Frederick Russell Burnham, 1902.

In Afrika werd Burnham voor de eerste maal zwaar op de proef gesteld in 1893, toen de British South Africa Company ten strijde trok tegen Koning Lobengula van de Matabele. Leander Starr Jameson hoopte op een snelle overwinning door Lobengula gevangen te nemen in de Koninklijke stad Bulawayo. Burnham en een kleine groep verkenners werden uitgestuurd om de situatie in Bulawayo te verkennen. Toen ze in de buitenwijken van de stad aankwamen zagen ze Matabele-krijgers alles platbranden. Toen de blanke troepen aankwamen waren Lobengula en zijn krijgers reeds gevlucht en er bleef slechts weinig over van Bulawayo.

#### Shangani Patrouille
Nadat ze Bulawayo verlaten en vernield aan hadden getroffen zond Leander Starr Jameson een detachement soldaten uit om Lobengula op te sporen en gevangen te nemen. Het detachement, onder bevel van majoor Patrick Forbes, kampeerde op de zuidelijke oever van de Shanganirivier, op ongeveer 40 km ten noordoost van het dorp Lupane, in de nacht van 3 december 1893. In de late namiddag van de volgende dag werden een dozijn mannen, onder het bevel van majoor Allan Wilson, over de rivier gestuurd om het terrein te verkennen. De Wilson-patrouille stootte op een groep van Matabele vrouwen en kinderen die beweerden te weten waar Lobengula zich bevond. Burnham was hoofdverkenner van de Wilson-patrouille en dacht aan een valstrik. Hij raadde Wilson aan om zich terug te trekken, maar deze gaf de patrouille de opdracht om verder te trekken.
Niet lang erna vond de patrouille de koning en Wilson stuurde een bericht terug naar het kamp met de vraag om versterkingen. Forbes wilde echter niet in het donker de rivier oversteken. Hij stuurde slechts een versterking van 20 man, onder het bevel van Henry Borrow. Forbes was van plan om met het gros van de troepen en artilleriestukken de volgende morgen de rivier over te trekken. De hoofdcolonne werd echter aangevallen door Matabele-strijders en aldus opgehouden. Wilsons patrouille werd ook aangevallen. Het peil van de Shangani rivier was in de tussentijd gestegen waardoor terugtrekken geen optie meer was. De wanhoop nabij stuurde Wilson Burnham en twee andere verkenners, Pearl "Pete" Ingram (een cowboy uit Montana) en George Gooding (een Australiër) eropuit om de Shangani rivier over te steken, Forbes te vinden, en terug te keren met versterking. De drie raakten heelhuids door een spervuur van kogels en speren. Maar toen ze Forbes bereikten zagen ze dat het gevecht daar even hevig was als hetgeen dat ze net verlaten hadden. Alle hoop om op tijd bij Wilson te raken was ijdel.
Tijdens het laden van zijn geweer fluisterde Burnham tegen Forbes: "Ik denk dat ik mag zeggen dat we de enige overlevenden zijn van de patrouille. Wilson, Borrow en hun mannen werden inderdaad omsingeld door honderden Matabele-krijgers. Vluchten was onmogelijk, niemand overleefde de aanval.
In de Rhodesische geschiedenis werd dit bekend onder de naam "Shangani Patrol" en Wilson en Borrows werden voorgesteld als nationale helden. Voor zijn diensten in de oorlog ontving Burnham de British South Africa Company Medal, een gouden horloge en een stuk grond van 120 hectare in het voormalige grondgebied van de Matabele. Het was op dit stuk land dat Burnham veel archeologische restanten ontdekte in de enorme granieten ruïnes van de oude beschaving van Groot Zimbabwe.

### Verkenning van Noord-Rhodesië

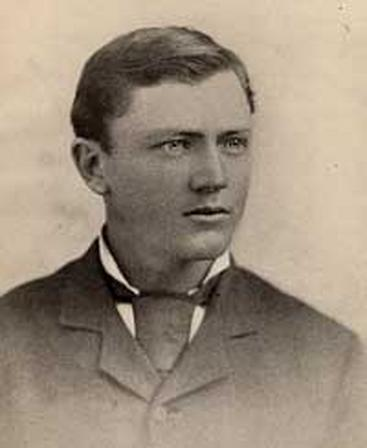
Burnham als jonge man in 1880

In 1895 kreeg Burnham het toezicht en de leiding over de enorme Northern Territories (BSA) Exploration Co. expeditie die voor het eerst kopermijnen ontdekte in Noordoost-Rhodesië. Langs de Kafue rivier in Noordoost-Rhodesië zag Burnham in het terrein vele gelijkenissen met kopermijnen waarvoor hij werkte in de Verenigde Staten, en ontmoette hij lokale bewoners die koperen sieraden droegen. Zijn expedities in Rhodesië waren zo belangrijk dat de Royal Geographical Society hem een "Fellow" toekende. Later richtte de British South Africa Company verschillende mijnsteden op en bouwde een spoorweg om het koper doorheen Mozambique te vervoeren.

### Tweede Matabele Oorlog
In maart 1896 kwamen de Matabele opnieuw in opstand tegen de British South Africa Company in wat vandaag in Zimbabwe wordt gevierd als de Eerste Onafhankelijkheidsoorlog. Mlimo, de spirituele leider van de Matabele, was de aanstoker van de woede die leidde tot deze confrontatie. Matabele krijgers doodden tijdens de eerste maanden van het conflict honderden blanke kolonisten. Omdat ze geen steun kregen van troepen bouwden de kolonisten een kamp in het centrum van Bulawayo en organiseerden patrouilles onder leiding van mannen als Burnham, Baden-Powell en Selous. Naar schatting 50.000 Matabele krijgers trokken zich terug in hun bolwerk in de Matobo heuvels bij Bulawayo. Dit gebied zou het decor worden voor de bloedigste gevechten tegen de blanke kolonialisten.

#### De dood van Mlimo
Het keerpunt in het conflict kwam toen Burnham en een jonge verkenner, Bonar Armstrong, doordrongen in de Matobo heuvels tot de heilige grot waar Mlimo zich schuil hield. Vlak bij de grot bevond zich een dorp van ongeveer 100 hutten, gevuld met krijgers. De twee verkenners bonden hun paarden vast en kropen op hun buik naar de grot, met behulp van takken om zich te camoufleren. Eenmaal aangekomen in de grot wachtten ze op de terugkeer van Mlimo. Er werd gezegd dat Mlimo ongeveer 60 jaar oud was, dat hij een heel donkere huid had en scherpe gelaatstrekken. Burnham en Armstrong wachtten tot Mlimo in de grot was, waarop Burnham hem in de borst, net onder zijn hart schoot. De twee verkenners sprongen over de dode Mlimo en renden het pad af naar hun paarden. Honderden krijgers, die in de nabijheid kampeerden, namen hun wapens en zochten naar de aanvallers. Om de Matabele af te leiden stak Burnham het dorp in brand. De twee mannen bereikten hun paarden en reden terug naar Bulawayo. Kort nadat hij het nieuws over de dood van Mlimo had vernomen reed Cecil Rhodes stoutmoedig en ongewapend het bolwerk binnen van de Matabele in de Matabo-heuvels en overtuigde de Impi om hun wapens neer te leggen, waarmee meteen ook de Tweede Matabele oorlog werd beëindigd.

### Goudkoorts in Klondike

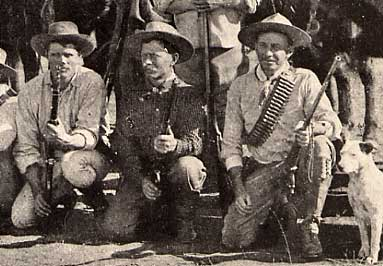
Burnham in Afrika (midden)

Nu de Matabele oorlog beëindigd was besloot Burnham dat de tijd gekomen was om Afrika te verlaten en op zoek te gaan naar nieuwe avonturen. Hij keerde met zijn gezin terug naar Californië en liet zijn vrouw en jongste zoon Bruce achter bij zijn moeder. Hij nam zijn oudste zoon Roderick, toen twaalf jaar oud, mee naar Alaska om een kans te wagen in de Yukon tijdens de Klondike Gold Rush. Toen hij hoorde van de Spaans-Amerikaanse Oorlog keerde Burnham snel terug naar huis om zijn diensten aan te bieden. Maar voordat hij kon deelnemen aan de gevechten was de oorlog al over. Burnham keerde terug naar Klondike. Kolonel Theodore Roosevelt betreurde dit evenzeer als Burnham zelf en schreef een pakkend eerbetoon aan Burnham in zijn boek.

### Tweede Boerenoorlog

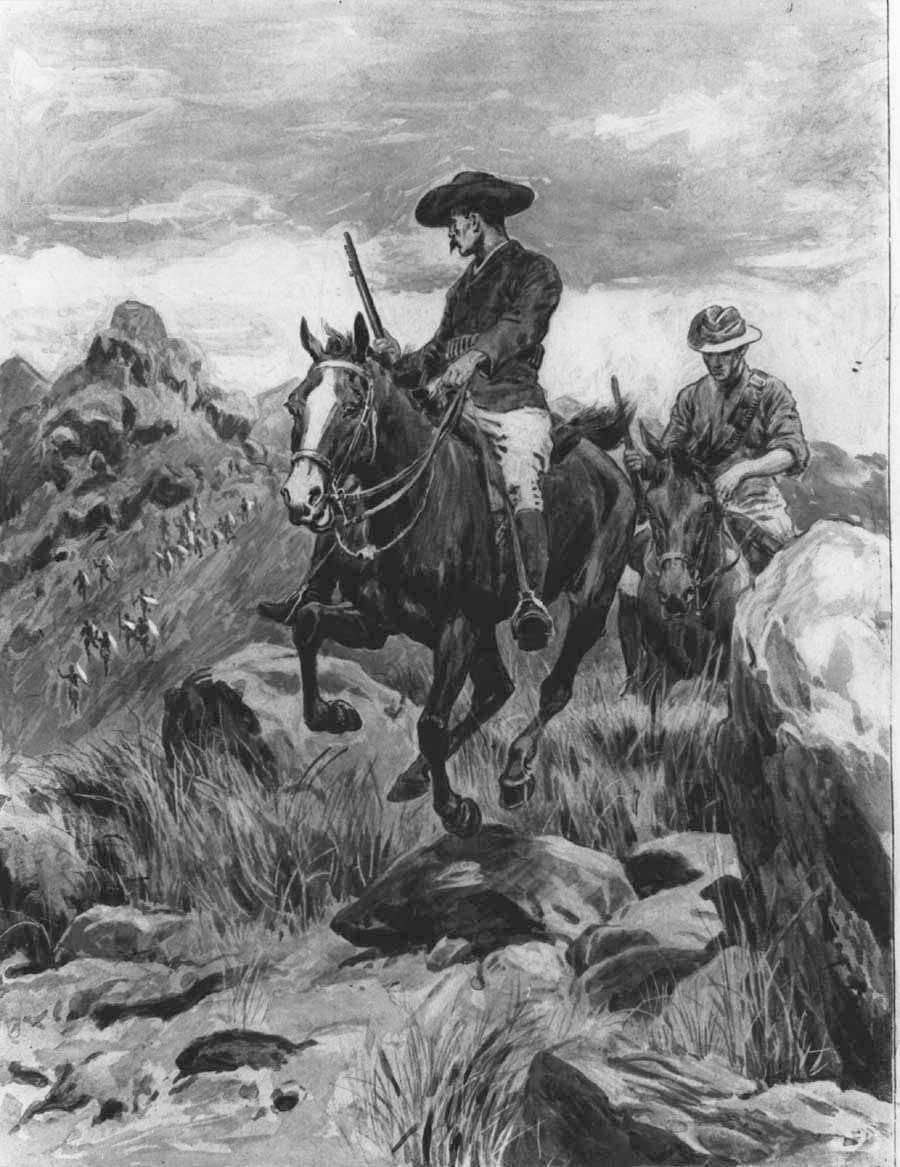
Burnham en Armstrong

In januari 1900, tijdens prospectiewerken in Skagway, Alaska, kreeg Burnham het volgende telegram: "Lord Roberts duidt u aan als medewerker in zijn persoonlijke staf als Hoofd van de Verkenners. Indien u dit voorstel aanvaardt, kom dan zo snel mogelijk naar hier". Ondanks dat Kaapstad een heel eind verwijderd was van Klondike vertrok Burnham binnen het uur. Hij arriveerde aan het front net voor de slag van Paardeberg. Tijdens de oorlog vertoefde Burnham meestal achter de linies van de Boeren waar hij informatie verzamelde en bruggen en spoorwegen opblies. Hij werd twee keer gevangengenomen maar wist beide keren te ontsnappen. Hij was wel een tijdje buiten gevecht door zijn bijna-dodelijke verwondingen.
Hoewel dit niet de gewoonte was, kreeg Burnham als niet-Brit een commissie van Lord Roberts en mocht hij de graad van kapitein dragen. Burnham werd de eerste maal gevangengenomen toen hij een Britse colonne wilde waarschuwen bij het naderen van Thaba’Nchu. Hij stootte op een groep Boeren die in dekking lag op de oever van de rivier. Aldus afgesloten van de Britten verkoos hij toch de aankomende soldaten te waarschuwen, ondanks dat hij wist dat hij hiermee in de handen van de Boeren terechtkwam. Met een rode handdoek maande hij de Britten aan om terug te keren, maar de colonne besteedde er geen aandacht aan en zette zijn tocht voort, recht in de hinderlaag. Burnham werd gevangengenomen. In het daaropvolgende gevecht deed Burnham alsof hij gewond was aan de knie. Hij deed alsof hij hinkte en schreeuwde het uit van de pijn. Hierdoor werd hij in de wagen geplaatst met de officieren die echt gewond waren en die niet streng werden bewaakt. Later op de avond glipte Burnham over de bestuurdersbank en liet zich vallen tussen de twee ossen die de kar trokken. Nadat de wagen veilig over hem heen gereden was rolde hij in een gracht aan de kant van de weg en bleef daar onbeweeglijk liggen. Het duurde vier dagen voordat hij de Britse troepen kon inhalen. Hij voedde zich enkel met een biscuit en maïs.
Gedurende de Britse mars naar Pretoria, op 2 juni 1900, raakte Burnham gewond, dit keer bijna dodelijk. Hij was alleen op verkenning, ver in het oosten achter de vijandelijke linies, op zoek naar een kritiek punt langs de spoorweg tussen Pretoria en Delagoa Bay. Zijn doel was om de bevoorrading van goud en goederen tussen de kust en de vestigingen van de Boeren af te snijden. Hiermee zou hij ook het vervoer van Britse gevangenen uit Pretoria een halt toeroepen. Toen hij aankwam bij een pijler van een spoorwegbrug die ideaal was om te saboteren, werd hij ogenblikkelijk omsingeld door Boeren. Burnham vluchtte onmiddellijk en zou ontsnapt zijn als zijn paard niet dodelijk gewond was geraakt. Bij de val van zijn paard raakte Burnham bewusteloos en kwam onder het dode dier terecht. Toen hij uren later bij bewustzijn kwam was hij alleen, verdwaasd en zwaargewond. Ondanks dat hij in zware nood verkeerde kroop Burnham terug naar de spoorwegbrug, plaatste zijn explosievenladingen en blies de brug op twee plaatsen op. Hij kroop vervolgens op handen en voeten naar een dierenhol en bleef daar twee dagen en nachten onbeweeglijk liggen om te ontkomen aan zijn achtervolgers. De derde dag hoorde Burnham schoten in de verte en kroop die richting uit. Het maakte hem op dat moment niet uit van welke partij de schoten kwam, maar bij toeval werd hij gevonden door een Britse patrouille. Eenmaal in Pretoria teruggekeerd werd hij verzorgd en ontdekten dokters dat hij een aderbloeding had en zijn maagspieren gescheurd waren. Zijn overleving was slechts te danken aan het feit dat hij drie dagen niet kon eten noch drinken.

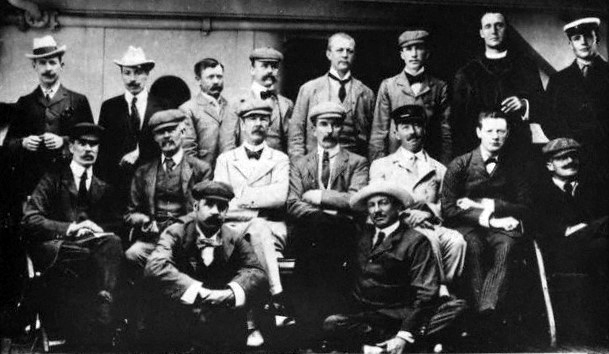
Burnham en een jonge Churchill in 1900

Burnham zijn verwondingen waren zo ernstig dat Lord Roberts hem naar Engeland stuurde. Twee dagen voor zijn vertrek naar Londen werd hij bevorderd tot majoor. Bij zijn aankomst in Engeland werd Burnham uitgenodigd om te dineren met koningin Victoria en de nacht door te brengen in Osborne House. Enkele maanden later, na het overlijden van de koningin, overhandigde koning Eduard VII hem eigenhandig de Queen’s South Africa Medal met vier gespen voor de veldslagen van Driefontein (10 maart 1900), Johannesburg (31 mei 1900), Paardeberg (17-26 februari 1900) en Cape Colony (11 oktober 1899 – 31 mei 1902), boven op het DSO-kruis (Distinguished Service Order), de op een na hoogste eervolle onderscheiding in het Britse leger, voor zijn heldendaden tijdens de overwinningsmars op Pretoria (2-5 juni 1900). Aanvankelijk was het de bedoeling geweest om Burnham het Victoria Cross uit te reiken voor zijn heldendaden in Afrika. Burnham weigerde dit echter omdat het in die tijd inhield dat hij zijn Amerikaans burgerschap zou moeten inruilen voor het Brits. Niettemin ontving Burnham de hoogste onderscheiding van alle Amerikanen die dienden tijdens de Tweede Boerenoorlog.
Burnhams favoriete soldaten tijdens de Tweede Boerenoorlog waren de Lovat Scouts, een Regiment uit de Schotse Highlands die hij beschreef als "half wolf / half haas". Deze verkenningseenheid was bekend met scherpschutterskunst, tactiek en leven in moeilijk terrein. Na de oorlog werd dit regiment de eerste scherpschutterseenheid van het Britse leger.

## "Vader" van hetscoutisme

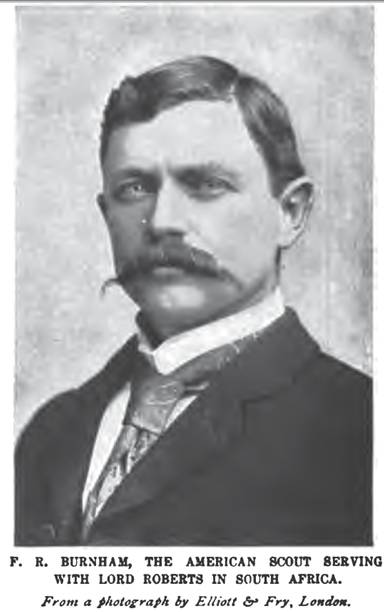
Burnham tijdens de Boerenoorlog

Burnham was reeds een beroemde verkenner toen hij bevriend raakte met Baden-Powell tijdens de Tweede Matabele oorlog. Baden-Powell was een onderscheiden officier van de cavalerie, een expert in het buiten overleven en bekend als de beste jager van Indië. Tijden de belegering van Bulawayo reden de twee mannen vaak samen patrouilles in de Matabo-heuvels. Het was in deze Afrikaanse heuvels dat Burnham voor het eerst Baden-Powell kennis liet maken met de tradities en werkwijzen van de autochtone Amerikaanse volkeren. Hij liet Baden-Powell ook kennis maken met "bushcraft". Baden-Powell was zo onder de indruk van Burnham’s talenten dat hij hem bestookte met vragen. Het was tijdens deze periode dat Baden-Powell zijn Stetson-hoed en halsdoek begon te dragen, wat later zijn belangrijkste kenmerk zou worden. Beide mannen beseften dat de oorlogsvoering grondig aan het veranderen was en dat het Britse leger zich diende aan te passen. Tijdens hun gezamenlijke verkenningsopdrachten bespraken beide mannen trainingsprogramma’s voor jonge mannen gedurende welke ze zouden leren te ontdekken, verkennen, sporenzoeken, houtbewerken en voor zichzelf te zorgen. In Afrika was er niemand met meer talent in deze disciplines dan Burnham. Baden-Powell verfijnde het concept van scouting en werd op die manier de oprichter van de Internationale scoutsbeweging. Burnham wordt de vader van de scoutsbeweging genoemd.
Burnham was later goed bevriend met anderen die nauw betrokken waren bij de scoutingbeweging in de Verenigde Staten zoals Theodore Roosevelt, en Gifford Pinchot. De "Boy Scouts of America (BSA)" riepen Burnham uit tot erescout in 1927, en in 1936 kreeg hij de Silver Buffalo Award, de hoogte onderscheiding van de Boy Scouts of America. Gedurende zijn hele leven bleef hij actief in scouting op zowel het lokale als het nationale niveau in de Verenigde Staten en hij onderhield een correspondentie met Baden-Powell omtrent scouting-onderwerpen.

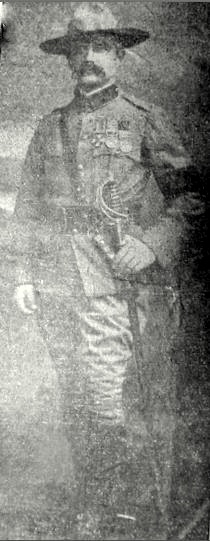
Burnham in 1901

Burnham en Baden-Powell onderhielden een nauwe vriendschapsband gedurende de rest van hun leven. Het vertrouwelijkheidszegel van de briefwisseling tussen Burnham en Baden-Powell, dat opgeslagen ligt bij de Yale-universiteit, verviel in 2000. Hierdoor kreeg men een nieuw beeld van de diepte van hun vriendschap en hun liefde voor het scoutisme. In 1931 las Burnham de toespraak voor bij het benoemen van een berg in Californië naar zijn goede vriend: Mount Baden-Powell. Hun vriendschap en status van gelijken in de wereld van het scoutisme werd gesymboliseerd door het vernoemen van de naburige berg naar Burnham: Mount Burnham.
Burnhams nakomelingen traden in zijn voetstappen en zijn actief in scouting en in het leger. Zijn zoon Roderick ging naar het Amerikaanse leger en vocht in Frankrijk tijdens de Eerste Wereldoorlog. Zijn kleinzoon, Frederick Russell Burnham II, was een leider in de BSA en een veteraan van de Vietnamoorlog. Zijn achterkleinzoon, Russell Adam Burnham, is een Eagle Scout en werd verkozen tot Amerikaans Soldaat van het Jaar in 2003.

## Latere leven

### Naoorlogs leven
Nadat hij hersteld was van zijn verwondingen werkte Burnham in Londen als office manager voor het Wa-syndicaat. In 1901 vertrok hij in hun dienst naar Ghana en Opper-Volta om te zoeken naar mineralen en manieren om de navigatie via de rivieren te verbeteren in de regio.
Tussen 1902 en 1904 werkte Burnham voor het East-Africa Syndicate. Hij leidde een expeditie op zoek naar mineralen in de regio rond Lake Rudolph (nu bekend als Lake Turkana).

### Yaqui
Burnham keerde terug naar Amerika en raakte betrokken bij het irrigatieproject aan de Yaqui-rivier in Mexico. Toen hij in de vallei op zoek was naar mineralen en landbouwgrondstoffen bedacht hij dat een dam gedurende het hele jaar water zou kunnen leveren aan de vallei. Zo kon men van de vallei een grote tuin maken en kostbare elektriciteit opwekken. Hij kocht de waterrechten en ongeveer 300 acres (1,2 km²) land in deze regio en nam contact op met een oude kennis uit Afrika, John Hays Hammond, die een studie uitvoerde en op zijn beurt een bijkomende 900.000 acres (3.600 km²) land kocht. In deze regio deed Burnham, samen met Charles Frederick Holder, in 1908, belangrijke archeologische ontdekkingen van de Maya-beschaving, zoals de Esperanza-steen. Hij werd een hechte zakenpartner van Hammond en leidde een team van 500 mannen ter beveiliging van de mijnen in het bezit van Hammond, J.P. Morgan en de Guggenheims in de Mexicaanse staat Sonora. Net toen er een einde kwam aan de irrigatie- en mijnbouwprojecten in 1912 begon een lange lijst van Mexicaanse revoluties. De genadeslag voor zijn inspanningen kwam in 1917 toen Mexico een wet aannam die de verkoop van land aan buitenlanders verbood. Burnham en Hammond behielden hun grond tot 1930 en verkochten deze toen aan de Mexicaanse overheid.

### Spionage
Tijdens de Eerste Wereldoorlog leefde Burnham in Californië en was hij actief in contraspionage voor Groot-Brittannië.

### Olierijkdom
Hoewel Burnham overal ter wereld werd ingezet heeft hij nooit enige rijkdom vergaard in ruil voor zijn inspanningen. Het was pas bij zijn terugkeer naar Californië dat dit veranderde. In 1923 ontdekte Burnham olie in Dominguez Hill, Californië. Alleen al tijdens de eerste tien jaar van werking betaalde Burnham Exploration Company hem 10,2 miljoen $ uit aan dividenden.

### Overlijden
Burnham stierf op 1 september 1947, op de leeftijd van 86 jaar, ten gevolge van hartfalen. Hij overleed in Santa Barbara, Californië en werd tijdens een privé plechtigheid begraven in Three Rivers, Californië, vlak bij zijn oude veeboerderij.

## Werken

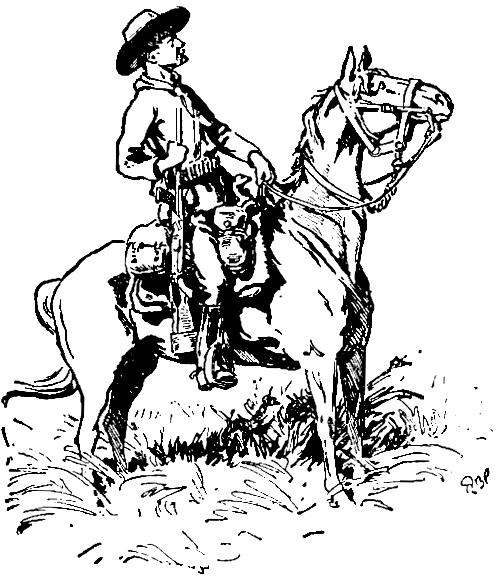
Baden-Powell's schets van Burnham, Matobo Hills, 1896. Ook gebruikt op de kaft van Scouting on Two Continents. (Editie van 1904).

- Burnham, Frederick Russell (1926). Scouting on Two Continents. Doubleday, Page. ISBN 978-1-879356-31-3.
- Burnham, Frederick Russell (1944). Taking Chances. Haynes. ISBN 978-1-879356-32-0.
- Bradford, Mary E., Richard H Bradford (1993). An American family on the African frontier: the Burnham family letters, 1893–1896. Roberts Rinehart, Niwot, Colorado. ISBN 978-1-879373-66-2.
- Burnham, Frederick R. (1927). The remarks of Major Frederick R. Burnham. Historical Society of Southern California 13 (4): 334–352.
- Frederick Russell Burnham Papers. Manuscripts and Archives, Yale University. A large collection of Burnham's documents: Correspondence, 1864–1947. Subject Files, 1890–1947. Writings, 1893–1946. Personal and Family Papers, 1879–1951. Photographs, ca. 1893–1924.
- Frederick Russell Burnham Papers, 1879–1979, Hoover Institution Library and Archives, Stanford University. Another large collection of Burnham's documents: Correspondence, speeches and writings, clippings, other printed matter, photographs, and memorabilia, relating to the Matabele Wars of 1893 and 1896 in Rhodesia, the Second Boer War, exploration expeditions in Africa, and gold mining in Alaska during the Klondike gold rush.
- Burnham Footage of Southern and Eastern Africa, 35 min. silent b&w video. Footage shot in South Africa, Rhodesia, Zimbabwe, Zambia and eastern Africa during a family trip. Smithsonian Institution archives. call# 85.4.1; AF-85.4.1 (1929)